# Incitamento all'odio

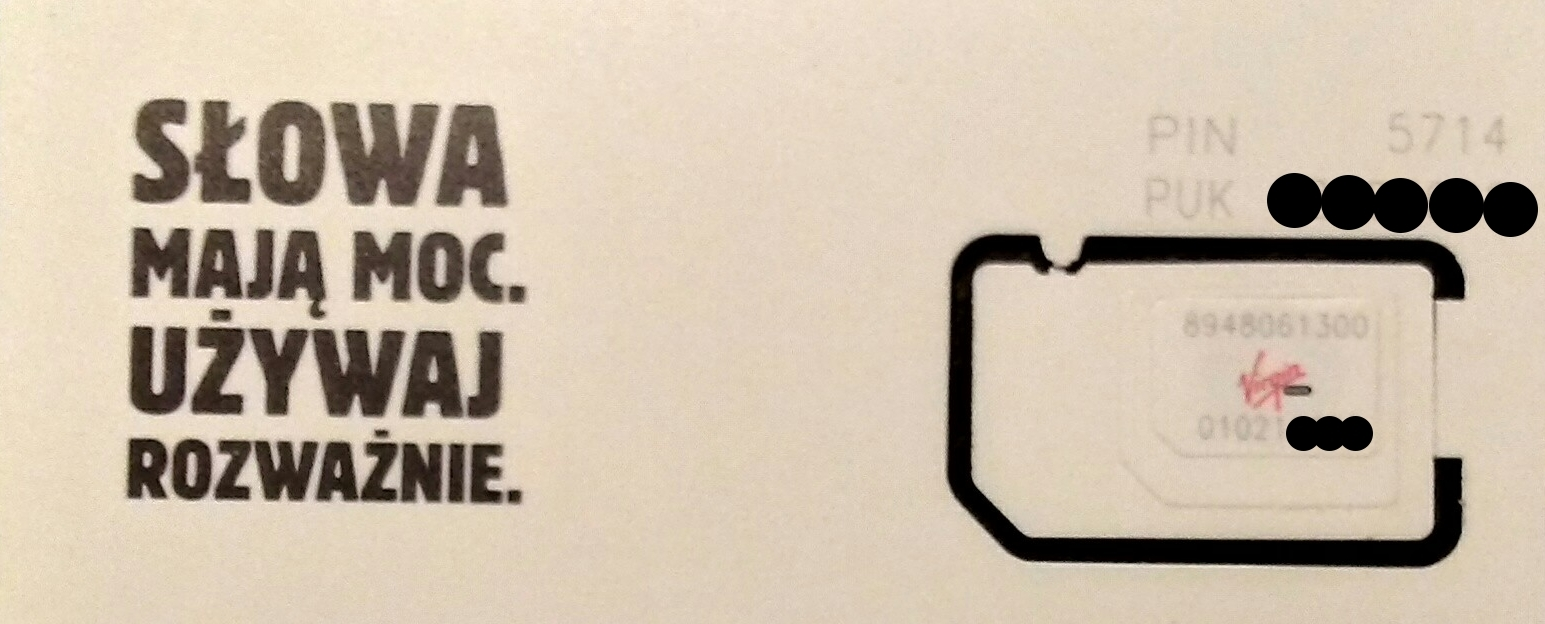
Scheda SIM in Polonia con lo slogan della campagna contro l'incitamento all'odio "Le parole hanno potere, usatele con saggezza"

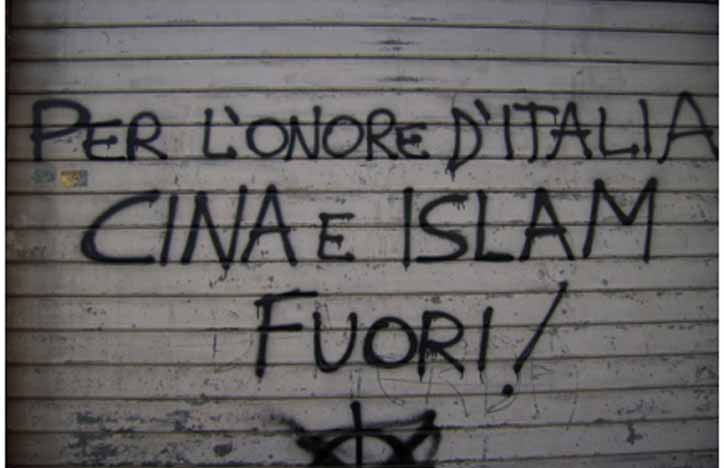
Graffito razzista

Un discorso di incitamento all'odio o discorso d'odio (traduzione della dizione inglese hate speech) è una comunicazione con elementi verbali e non verbali mirati a esprimere e diffondere odio e intolleranza, o a incitare al pregiudizio e alla paura verso un individuo o un gruppo di individui accomunati da etnia, orientamento sessuale o religioso, disabilità, altra appartenenza sociale o culturale. Il fenomeno ha acquisito particolare visibilità ed estensione con la diffusione delle reti sociali, alimentando il dibattito giuridico e spingendo i governi e l'associazionismo ad attuare azioni di contenimento o repressione.

## Nella giurisprudenza
In alcuni ordinamenti giuridici, in particolare nel mondo occidentale, l'incitamento all'odio è considerato reato e sanzionato come tale. Un aspetto particolarmente delicato della perseguibilità dell'incitamento all'odio è quello della sua compatibilità con la libertà d'espressione.
Il Novecento, con la teorizzazione pseudoscientifica della superiorità della razza e i nazionalismi, rappresenta uno dei momenti storici in cui si è ricorso in maniera massiccia a discorsi di incitamento all'odio. Fu proprio nel XX secolo che si cominciò a parlare di hate speech negli Stati Uniti, per giungere, negli anni '20, ai primi testi legislativi che si proponevano di tutelare le minoranze di ebrei e neri.
In The Nature of Prejudice (1954), lo psicologo Gordon Allport, classifica le antilocution ("parole contro") come il livello più basso del razzismo in una scala da 1 a 5 in cui al vertice si trova lo sterminio dei diversi.
Un ulteriore punto di vista sulla questione è rappresentato dai lavori di ricerca della CRT (Critical Race Theory), un movimento di giuristi, inizialmente tutti afroamericani, nato negli anni ottanta del Novecento. Le ricerche della CRT hanno messo in luce la libertà d'espressione, simbolo e valore fondante delle odierne democrazie occidentali, giochi spesso a sfavore delle minoranze. La CRT ha evidenziato come la protezione della libertà di parola possa trasformarsi in un facile strumento di offesa e di incitamento al disprezzo, spingendo alla denigrazione e alla violenza fisica all'interno di un discorso mirato a ribadire e rimarcare la distanza tra una maggioranza e un gruppo colpito.

### In Italia
La prima ricerca italiana sull'incitamento all'odio in relazione a giornalismo e migrazioni, dal titolo L’odio non è un'opinione, si pone l'obiettivo di offrire una formazione rivolta ad agenzie e professionisti della comunicazione per mantenere standard etici e deontologici, supportando così meccanismi che permettano la denuncia di casi di discorsi e crimini d'odio. Il lavoro, realizzato dal Cospe e inserito nel più grande progetto europeo contro il razzismo e la discriminazione sul web, Bricks – Building Respect on the Internet by Combating Hate Speech, è stato presentato presso la Federazione Nazionale della Stampa a Roma in occasione della giornata mondiale contro il razzismo, il 21 marzo 2016.

### Progetti
Dall’ottobre 2016 un consorzio europeo che raggruppa associazioni della società civile, dei media e ONG (Community Media Forum Europe, European Federation of Journalists, Article19, Media Diversity Institute, Croatian Journalists' Association, COSPE onlus e Community Media Institute) è impegnato nel progetto Media Against Hate. L’obiettivo è rendere la società consapevole della giusta relazione tra libertà d'espressione, da una parte, e rispetto del principio di non discriminazione e di uguaglianza, dall'altra.

## Su Internet
Iil fenomeno dell'incitamento all'odio trova diffusione in rete e nei social network, dove spesso prende il nome di hate speech (lett. "discorso di odio"). e si garantisce il diritto all'anonimato.
Degli studenti di cartografia della Humboldt State University in California hanno elaborato una "mappa dell'incitamento all'odio" su Twitter selezionando manualmente i contenuti inequivocabilmente offensivi da un campione di 150 000 tweet contenenti parole dispregiative come nigger ("negro"), cripple ("storpio") o wetback ("clandestino").

### Gestione dei commenti
Dalla ricerca del Cospe emergono differenti pratiche di gestione dei commenti da parte delle principali testate giornalistiche: Il Fatto Quotidiano, ad esempio, ha optato per la premoderazione passando al vaglio tutti i commenti per l'approvazione prima della pubblicazione; La Stampa, invece, ha deciso di chiudere i commenti sul sito concentrando gli sforzi di condivisione e moderazione sui vari social network.
La campagna nohatespeech , promossa dall'Associazione Carta di Roma, da European Federation of Journalists e da Articolo 21, volta a contrastare la diffusione dell'odio come responsabilità etica del giornalismo, ha incoraggiato la pratica di coinvolgere attivamente la community con la richiesta di segnalare e isolare le provocazioni.
Anche sui soggetti incaricati della moderazione le scelte sono diverse: si va dalla gestione interna affidata agli stessi giornalisti a chi si affida a team esterni e agenzie specializzate.
Le grandi aziende come Google e Facebook affidano la compilazione delle norme di utilizzo dei servizi a un gruppo di lavoro specifico, che chiamano scherzosamente i Deciders, "quelli che decidono".
YouTube vieta esplicitamente l'incitamento all'odio, inteso secondo la definizione generale di linguaggio offensivo di tipo discriminatorio; Facebook lo vieta ma ammette messaggi con «chiari fini umoristici o satirici»; Twitter invece non vieta né cita esplicitamente l'incitamento all'odio, eccetto che in una nota sugli annunci pubblicitari (in cui sottolinea che le campagne politiche contro un candidato «generalmente non sono considerate invotamento all'odio»).